# Centropogon mandonis
Centropogon mandonis är en klockväxtart som beskrevs av Alexander Zahlbruckner. Centropogon mandonis ingår i släktet Centropogon och familjen klockväxter. Inga underarter finns listade i Catalogue of Life.